# Atrachorema macfarlanei
Atrachorema macfarlanei là một loài Trichoptera trong họ Hydrobiosidae. Chúng phân bố ở miền Australasia.